# Белградска операция
Белградската операция е стратегическа военна операция на силите на СССР, Югославските партизани и Царство България срещу Нацистка Германия, Хърватско и четниците. Целта ѝ е да разбие немската група армии „Ф“, да овладее южните и източните региони на Югославия и столицата ѝ – Белград, както и да прикрие транспортните връзки, които група армии „Е“ би могла да използва да достигне Унгария (през Гърция, Албания, южна Югославия и Белград, началото е железопътната линия Солун-Белград).